# Aïn Lahdjar
Aïn Lahdjar (em árabe: عين الحجر), também escrito Aïn El Ahdjar, é uma comuna localizada na província de Sétif, Argélia. Sua população estimada em 2008 era de 34 338 habitantes.